# 下山事件

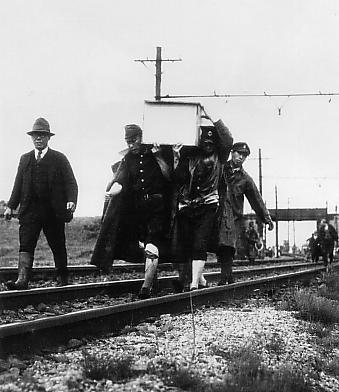
常磐線上，下山定則的遺體被搬走

下山事件（日语：／ Shimoyama jiken */?），是指1949年7月5日早上，日本國有鐵道第一任總裁下山定則神秘失踪。翌日在常磐線鐵軌上發現他離奇死亡的案件。
案件發生在盟軍佔領下的日本，時值戰後混亂期，受到媒體與大眾的廣泛關注。圍繞下山死於自殺還是謀殺的問題產生許多爭議，但警方卻一直沒有對外公佈其調查結果。此案與之後一個月內相继發生的國鐵相關案件三鷹事件、松川事件並稱為「國鐵三大謎案」。

## 背景
下山定則出身於運輸省官僚。1949年6月1日，原是運輸次官的下山被任命為第一任國鐵總裁。在「道奇計劃」的指導下，下山一上任就遇到了駐日盟軍總司令部（GHQ）下令對國鐵系統的大幅裁員計劃，下山不願意執行大量裁員，但在GHQ的命令下不得不在7月4日列出第一批3萬人的裁員名單。國鐵工會強烈抵制裁員，並揚言將會採取罷工等手段進行抵制。

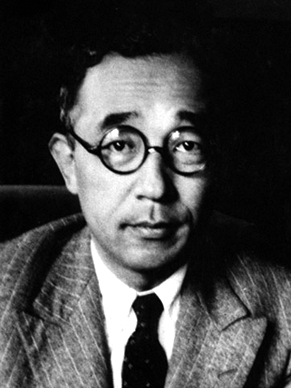
下山定則

7月5日早上8:20，下山離開他東京都大田區上池台的家，乘坐公用小轎車上班。途中他吩咐司機在日本橋的三越百貨處停下，但當時三越百貨仍未開店。於是他們返回到東京站前的千代田銀行（現三菱東京UFJ銀行），之後繞了一道複雜的路線，他們又回到三越百貨。約9:37，下山告訴司機「等我五分鐘」，就下車趕緊走進三越百貨，從此失去踪影。
一般情況下，下山會在早上9:00前到達國鐵本廳，秘書們會在玄關處迎接他。失踪當日，因為預定在9:00召開重要的局長會議，所以國鐵內部人員對找不到總裁非常緊張；聯繫下山家，確認下山「早已乘車出門」，國鐵人員決定報警。
警方以失踪案進行搜索，翌日（7月6日），在足立區綾瀨的國鐵常磐線北千住站至綾瀨站之間，發現一具被列車輾壓得七零八亂的遺體，後來證實就是下山。

## 失踪後的去向
失踪後，有多人目擊說看見一名很符合下山特徵的男子曾出現在三越百貨內，之後該名男子乘坐營團地下鐵（現東京地下鐵）的銀座線淺草方向列車。
下午1:40，男子曾在後來發現遺體位置附近的東武伊勢崎線五反野站和車站人員談話。下午2:00至5:00，他停留在五反野站附近的「末廣旅館」。晚上6:00至8:00，多人目擊與下山身材、衣著都很相似的男子沿著東武伊勢崎線向南步行。

## 自殺說與謀殺說

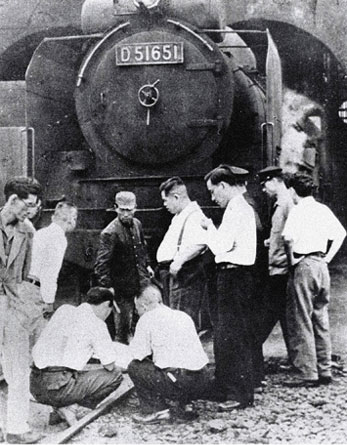
警方正在進行調查

下山的遺體在常磐線的下行方向被發現。由於午夜的貨運列車第869列車（D51 651号牽引）在凌晨0:20左右才駛過事發地段，因此下山在0:20之前應該還活著。遺體的司法解剖指揮——東京大學法醫學教室主任古畑種基教授，認為遺體並無大量出血，下山的死亡時間是在列車輾壓之前。因此警視廳初步結論是謀殺。
但後來，搜查一課認定下山屬於自殺，原因是慶應義塾大學的中館久平教授說明，「活體被輾斷」也有可能不大量出血。1949年8月30日，古畑教授、中館教授，以及小宮喬介（原名古屋醫科大學教授）三名法醫學家出席眾議院法務委員會證人傳召，引起國會和法醫學界的大量爭論。
1949年12月31日，「下山事件特別搜查本部」解散。搜查一課以自殺作為結論，但沒有正式發表。而搜查二課卻堅持是他殺繼續調查，1950年，二課的搜查員調職，調查力度和範圍大幅縮小。
1949年12月15日，「下山事件特別搜查本部」編成內部資料《下山國鐵總裁事件搜查報告》（俗稱「下山白皮書」），1950年1月在《文藝春秋》和《改造》雜誌上發表。矢田喜美雄與松本清張等人都批評報告的自殺結論與事實有許多矛盾之處。
1964年7月6日，殺人事件的公訴時效到期。

### 死亡原因
下山事件自殺論一般認為，下山同情國鐵工人遭遇，但不得不執行GHQ命令，結論是兩面不討好。他死前的異常舉動和主動失踪說明他情緒不安，最終選擇以自殺結束生命。
而他殺論則認為，下山消極制定裁員方案，甚至採取反對態度，使GHQ有殺害他的動機。此外也有國鐵工會，或原陸軍軍屬設立的亞細亞產業關係人行兇的懷疑論。

### 相關作品
- 遠藤周作於《月光之男》（月光の男）[1]當中將下山改成霜山（日語的發音一樣）。
- 手塚治蟲作品《奇子》中改為霜川則之。
- 浦澤直樹作品《蝙蝠比利》

## 外部連結
- 下山事件資料館（页面存档备份，存于）
- 下山事件重遊（页面存档备份，存于）
- 無限回廊 - 下山事件